# اودسا در میان شعله‌ها
اودسا در میان شعله‌ها (ایتالیایی: Odessa in fiamme؛ ‏ رومانیایی: Odessa în flăcări) یک فیلم جنگی ایتالیایی-رومانیایی به کارگردانی کارمینه گالونه است که در سال ۱۹۴۲ منتشر شد.
این فیلم، یک اثر تبلیغاتی ضد کمونیستی و دربارهٔ یک خانواده است که در شهر اشغال‌شدهٔ بیسارابیا توسط نیروهای شوروی، گیر افتاده‌اند و سرانجام پس از عملیات بارباروسا به رهایی می‌رسند. این فیلم در ۱۰مین دورهٔ جشنواره فیلم ونیز (۱۹۴۲) به‌نمایش درآمد.

## بازیگران
- ماریا چبوتاری
- کارلو نینچی
- فیلیپو شلتسو
- الگا سولبلی
- روبی دالما
- پائولو فراری
- جیلدا مارکیو
- جوزپه وارنی
- ککو ریسونه
- آدله گراوالیا
- بلا استراچه سائیناتی